# 冷鹏飞
冷鹏飞（1933年1月—），男，汉族，湖北浠水人，中国人民解放军少将，“战斗英雄”。

## 生平
1954年加入中国共产党。1956年2月入伍。曾任排长、连长、营长。

### 中苏边境冲突
1969年3月2日，在中国人民解放军同苏联军队进行的珍宝岛战斗中，营长冷鹏飞组织炮火还击，摧毁了苏军指挥车、卡车各1辆，同边防巡逻队协同驱逐了入侵的苏军。1969年3月15日凌晨4时许，苏军60多人在6辆装甲车掩护下，企图偷袭中国人民解放军驻守珍宝岛的部队。冷鹏飞奉命率1个加强排登岛，同苏军对峙。8时许，苏军猛烈进攻中国人民解放军守岛分队，营长冷鹏飞作为珍宝岛上中国人民解放军最高指挥员，指挥部队依托有利的地形，以多路兵力分割苏军，派出机枪班及火箭筒手抵近射击，击毁苏军2辆装甲车，击退了苏军的第一次进攻。9时许，苏军出动6辆坦克及5辆装甲车，企图将中国人民解放军守岛分队前后夹击。冷鹏飞采取“往前靠、放近打”的战法，指挥中国人民解放军守岛分队击毁苏军2辆装甲车、击伤苏军1辆坦克。冷鹏飞在战斗中负重伤，左臂被打断，但他用树枝夹绑住左臂继续坚持战斗，指挥守岛部队与苏军激战9小时，顶住了苏军的6次炮袭、3次进攻，以小代价获得了中国人民解放军的胜利。冷鹏飞立一等功。
1969年7月，冷鹏飞被中共中央军委授予“战斗英雄”荣誉称号。

### 珍宝岛后
回到部队后，冷鹏飞先后任团长、师副参谋长、师长、副军长。由冷鹏飞钻研创新的“抗击敌坦克进攻系列战法”，对部队训练起了重要指导作用。
担任陆军第二十三集团军副军长期间，因为身体伤病原因离职休养近一年，在其离职期间的代理副军长已经成为正式的副军长，故已经没有职位给冷鹏飞归队担任。但考虑到其在工作中做出的贡献，沈阳军区并没有立刻命令冷鹏飞退役，并为此额外为他安排他以“顾问”和“调研员”头衔留在军部工作，职务级别仍为副军级。

### 退休
1993年，因身体原因，冷鹏飞退休。此后20多年间，冷鹏飞先后担任数十所中小学校的课外辅导员，义务为孩子们进行爱国主义教育；自制教育宣传展板巡回各部队作报告、座谈。
2017年7月，中央军委主席习近平签署命令，授予冷鹏飞等10位同志“八一勋章”。2017年7月28日，中央军委颁授“八一勋章”和授予荣誉称号仪式在北京八一大楼举行，中共中央总书记、国家主席、中央军委主席习近平向冷鹏飞等10位“八一勋章”获得者颁授勋章和证书。这是“八一勋章”首次颁授。冷鹏飞同时获授“冲锋在前、英勇果敢的战斗英雄”荣誉称号。2017年8月11日，中国人民解放军陆军第七十八集团军副军长毕毅代表集团军党委机关到大连看望了冷鹏飞。
冷鹏飞1988年被授予少将军衔。是第四、五届全国人大代表。